# Creekside (Pensilvania)
Creekside es un borough situado en el condado de Indiana, Pensilvania, Estados Unidos. Tiene una población estimada, a mediados de 2023, de 282 habitantes.

## Geografía
La localidad está ubicada en las coordenadas 40°40′55″N 79°11′37″O / 40.68194, -79.19361 (40.681932, -79.193613).

## Demografía
Según la estimación 2018-2022 de la Oficina del Censo, los ingresos medios de los hogares de la localidad son de $39,792 y los ingresos medios de las familias son de $55,208. Alrededor del 15.0% de la población está por debajo de la línea de pobreza.